# Harald Bohr
Harald August Bohr (Copenhaguen, 22 d'abril de 1887 – 22 de gener de 1951) va ser un matemàtic i futbolista danès. Després de doctorar-se el 1910, Bohr es convertí en un eminent matemàtic, fundador del camp d'estudi de les funcions gairebé periòdiques. El seu germà, Niels Bohr, fou Premi Nobel de física el 1922. Com a futbolista guanyà la medalla de plata en la competició olímpica dels Jocs de Londres de 1908.

## Biografia
Bohr nasqué el 1887 i era fill de Christian Bohr, professor de fisiologia, lutèrà, i Ellen Adler Bohr, procedent d'una família jueva acomodada de renom local. Harald va tenir una estreta relació amb el seu germà gran, Niels, que The Times comparà amb la del capità Cuttle i el capità Bunsby en l'obra de Charles Dickens Dombey and son.

## Carrera matemàtica
Com el seu pare i germà abans que ell, el 1904 Bohr es matriculà a la Universitat de Copenhaguen, on estudià matemàtiques, llicenciant-se el 1909 i doctorant-se el 1910. Els seus tutors foren Hieronymus Georg Zeuthen i Thorvald Nicolai Thiele. Bohr treballà en anàlisi matemàtica i gran part dels seus primers estudis es dedicaren a la sèrie de Dirichlet incloent la seva tesi doctoral que s'anomena Bidrag til de Dirichletske Rækkers lomenos (Contribucions a la teoria de la sèrie de Dirichlet). Una col·laboració amb el matemàtic de Göttingen Edmund Landau va donar lloc al teorema de Bohr-Landau, que desenvolupa la distribució dels zeros de la funció zeta de Riemann.
Posteriorment Bohr continuà treballant en anàlisi matemàtica, fundant el camp de les funcions quasi periòdiques conjuntament amb el matemàtic de Cambridge G. H. Hardy.
El 1915 passà a exercir tasques de professor del Polyteknisk Læreanstalt (actual Universitat Tècnica de Dinamarca, treballant allà fins al 1930, quan passà a ocupar una càtedra a la Universitat de Copenhaguen. Va mantenir aquesta plaça fins a la seva mort, el 1951. Børge Jessen fou un dels seus alumnes.
El 1922, conjuntament a Johannes Mollerup va demostrar el Teorema de Bohr-Mollerup. Durant l'estiu de 1948 fou convidat a l'Institut d'Estudis Avançats de Princeton. Durant la dècada de 1930 Bohr fou un líder crític amb les polítiques antisemites tan arrelades a la comunitat matemàtica alemanya, publicant un article en el qual criticava les idees de Ludwig Bieberbach al diari Berlingske Aftenavis el 1934.

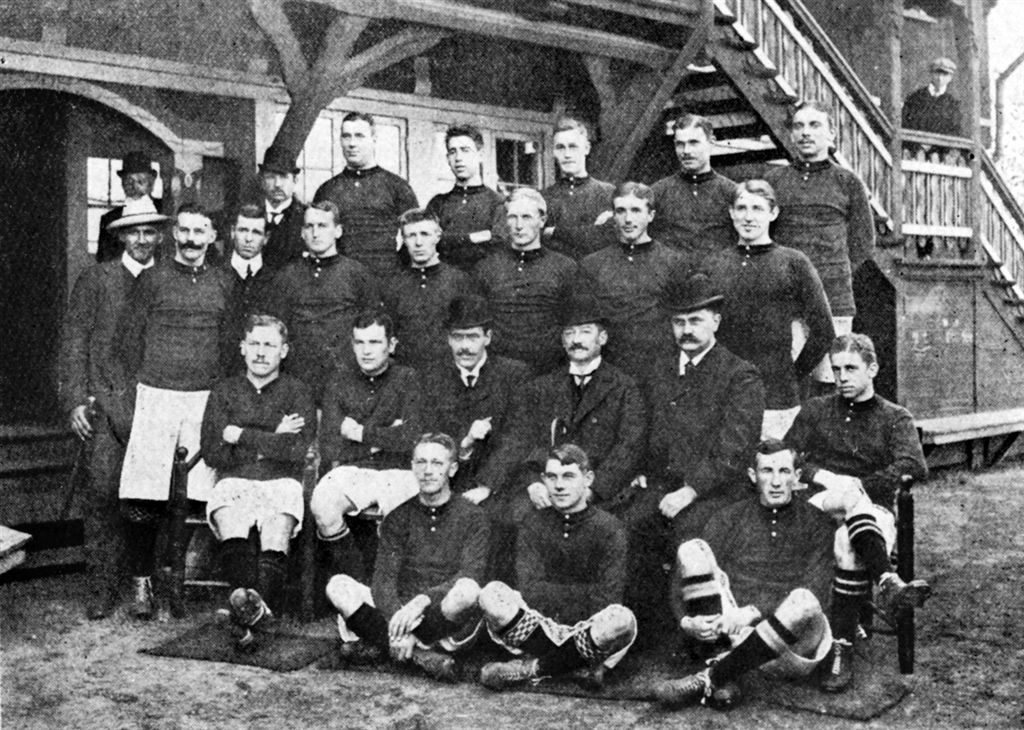
Selecció danesa de futbol dels Jocs Olímpics de 1908. Harald Bohr és el segon per l'esquerra de la fila de dalt.

## Fútbol
Bohr també fou un excel·lent futbolista, amb una llarga carrera amb l'Akademisk Boldklub, on debutà el 1903, amb tan sols 16 anys La temporada 1905-1906 jugà amb el seu germà Niels, que era porter. Harald fou seleccionat per jugar amb la selecció danesa de futbol als Jocs Olímpics de 1908. Tot i que Dinamarca havia jugat la competició de futbol als Jocs Intercalats de 1906, el primer partit del torneig olímpic de 1908 és considerat el primer partit oficial de la selecció danesa. En aquest partit Bohr marcà dos gols i Dinamarca guanyà per 9 a 0 a l'equip francès "B". En el següent partit, la semifinal, Bohr jugà en la victòria contra l'equipo oficial de  França, en el que segueix sent la major golejada al torneig olímpic, amb un resultat de 17 a 1. Dinamarca jugà la final contra la selecció britànica, però perdé 2 a 0, guanyant la medalla de plata. Després dels Jocs Olímpics jugà novament amb l'equip nacional en una victòria per 2 a 1 contra un equip amateur anglès el 1910. La seva popularitat com a futbolista va ser tan gran, que quan defensà la seva tesi doctoral hi havia més afeccionats al futbol que no pas matemàtics

## Professor
Harald Bohr era conegut com un professor acadèmic extremadament capaç i el premi anual a l'ensenyament excel·lent de la Universitat de Copenhaguen s'anomena Harald en honor seu. Juntament amb Johannes Mollerup va escriure un influent llibre de quatre volums Lærebog me Matematisk Analyse (Llibre de text en anàlisi matemàtica).